# District de Longmatan
Le district de Longmatan (龙马潭区 ; pinyin : Lóngmǎtán Qū) est une subdivision administrative de la province du Sichuan en Chine. Il est placé sous la juridiction de la ville-préfecture de Luzhou.